# Новосергеевка (Томская область)
Новосерге́евка — село в Кожевниковском районе Томской области, Россия. Входит в состав Малиновского сельского поселения.

## География
Село находится на левом берегу реки Уртамка. Расстояние до центра поселения (по прямой) — около 8 км на юго-запад, до трассы Новосибирск—Кожевниково—Мельниково — 9 км на восток.

## Население
| 2002 | 2010 | 2012 | 2013 | 2014 | 2015 | 2021 |
| ---- | ---- | ---- | ---- | ---- | ---- | ---- |
| 410  | ↘332 | ↘331 | ↘322 | ↗331 | ↗336 | ↘269 |

## Социальная сфера и экономика
В селе работают фельдшерско-акушерский пункт, библиотека, основная общеобразовательная школа.
Основу местной экономической жизни составляют сельское хозяйство и розничная торговля.

## Известные жители и уроженцы
- Фёдор Леонтьевич Трофимов (1919—1993) — участник Великой Отечественной войны, Герой Советского Союза.
- Василий Григорьевич Фадеев (1921—1945) — участник Великой Отечественной войны, полный кавалер ордена солдатской Славы.
- Николай Филиппович Емельянов (1937—2002) — историк, доктор наук, профессор.